# 国立湖岸
国立湖岸（こくりつこがん、National Lakeshore）は、アメリカ合衆国の国立公園局が保護、管理する米国立公園に類似する湖岸。現在五大湖に面した4か所が指定されている。
総面積は、145,641エーカー（589.3km）。

## 国立湖岸の一覧
- ピクチャード・ロックス国立湖岸（スペリオル湖） - 1966年10月15日指定（国立湖岸中1番目の登録。4つのうち最大の面積）
- インディアナ砂丘国立湖岸（ミシガン湖） - 1966年11月5日指定
- アポストル群島国立湖岸（スペリオル湖） - 1970年9月26日指定
- スリーピング・ベア砂丘国立湖岸（ミシガン湖） - 1970年10月21日指定

## 国立湖岸の写真

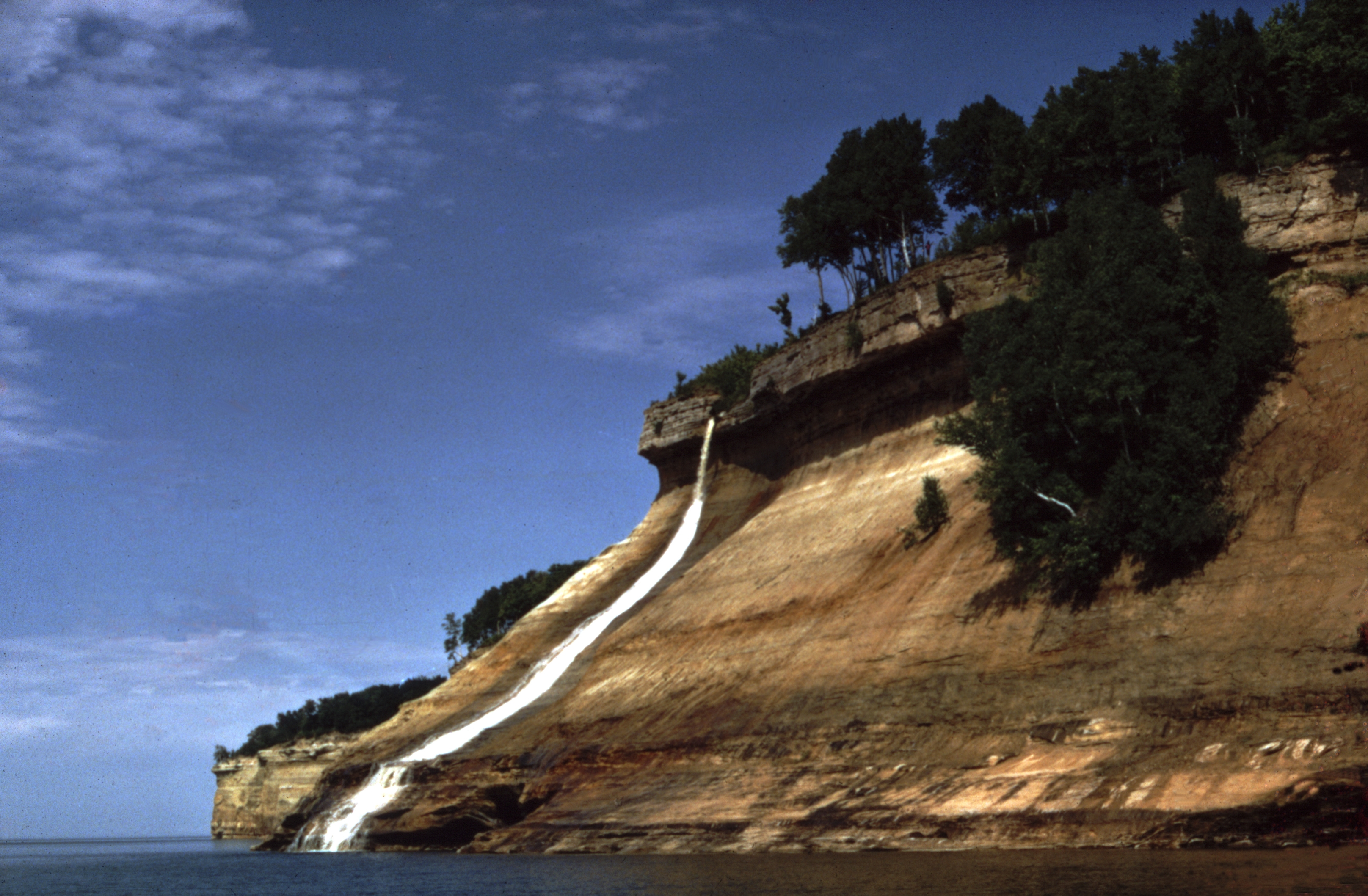
ピクチャード・ロックス国立湖岸
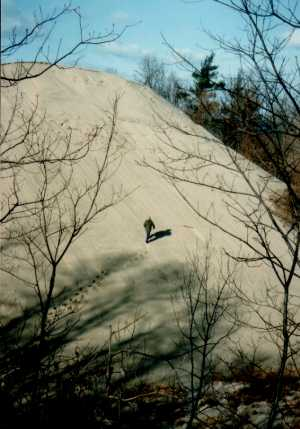
インディアナ砂丘国立湖岸
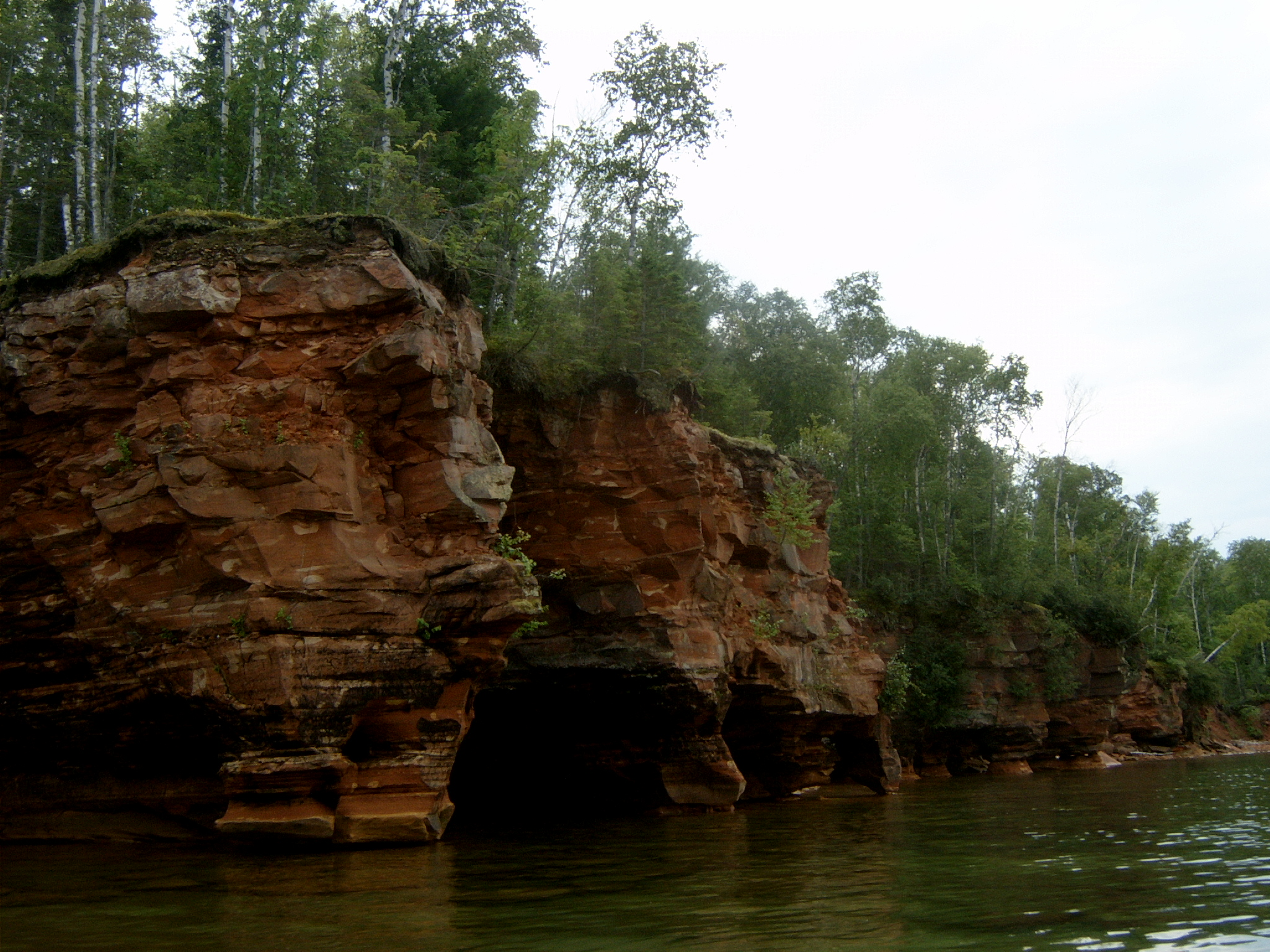
アポストル群島国立湖岸
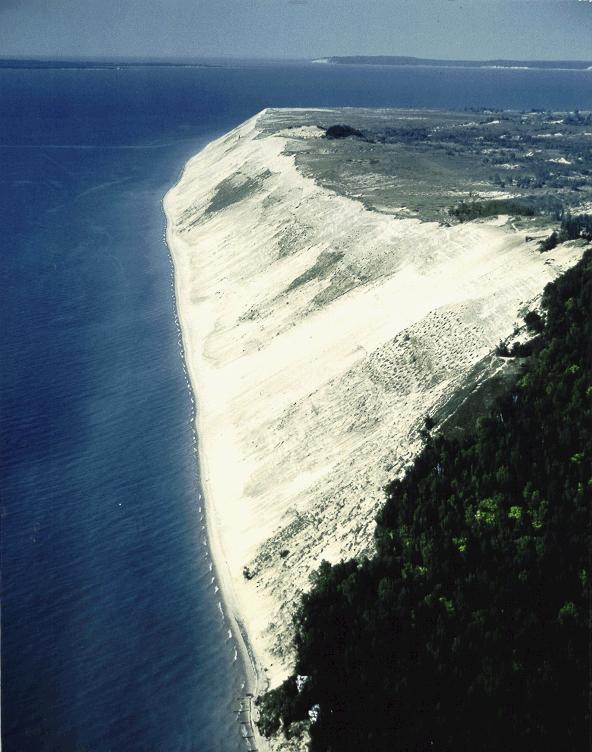
スリーピング・ベア砂丘国立湖岸